# هولبک
longitudeهولبکlatitudeهولبک
هولبک (به انگلیسی: Holbeck) یک عوارض جغرافیایی در بریتانیا است که در انگلستان واقع شده‌است.

## خصوصیات
هولبک  ۵٬۵۰۵ نفر جمعیت دارد.